# Малая Яръяха
Малая Яръяха (устар. Малая Яр-Яха) — река в России, протекает в Ямало-Ненецком АО. Устье реки находится в 228 км по правому берегу реки Пур. Длина реки составляет 38 км.

## Данные водного реестра
По данным государственного водного реестра России относится к Нижнеобскому бассейновому округу, водохозяйственный участок реки — Пур. Речной бассейн реки — Пур.
Код объекта в государственном водном реестре — 15040000112115300060640.